# Badefols-d'Ans
Badefols-d'Ans é uma comuna francesa na região administrativa da Nova Aquitânia, no departamento Dordonha. Estende-se por uma área de 18,04 km². Em 2010 a comuna tinha 406 habitantes (densidade: 22,5 hab./km²).